# Rol de género en el sudeste asiático
Rol del género en el sudeste asiático se refiere al concepto, ideas y características socialmente atribuidas al género femenino y masculino en las distintas culturas presentes en los territorios de Camboya, Filipinas, Indonesia, Malasia, Laos, Tailandia, Singapur, Vietnam, Timor Oriental, Brunéi y Birmania o Myanmar, que forman parte de la zona denominada Sudeste Asiático y conforman la denominada Asociación de Naciones del Sudeste Asiático. Debido al aumento a nivel global de la importancia del feminismo y preocupación por la reivindicación de los derechos de las mujeres, es relevante analizar lo que sucede respecto a aquellos temas en esta subregión mundial producto de su diversidad cultural, étnica y religiosa.

## Visiones culturales de los roles de género
El análisis desde la perspectiva antropológica del concepto  género, busca comprender  las construcciones sociales de lo que se entiende como femineidades y masculinidades y lo que caracteriza a cada una de ellas. Eso varía de una etnia, país y cultura a otra, dependiendo de diversos factores, ya sean históricos, ideológicos, religiosos, territoriales, entre muchos otros. Es decir, el género es una realidad social construida, que siempre debe enmarcarse  en un contexto social determinado, ya que las características de los grupos de individuos influenciarían la concepción que se tenga.
En las sociedades modernas, el tema de las diferencias entre los sexos, y lo que caracteriza a cada cual ha aumentado en su controversia, sobre todo, porque en gran parte de ellas, el patriarcado es imperante, lo que tiene consecuencias en los sistemas jurídicos y sociales de cada país, en desmedro del género femenino. Como es dicho, "un privilegio de los privilegiados es no ver el privilegio que tienen", y eso es algo que ocurre fuertemente en sectores del sudeste asiático, donde las mujeres se encuentran en una situación desfavorable en relación con los hombres, por ejemplo, como la realidad en el aspecto político, donde el nivel de participación política femenina es de un 18,4%, siendo conformados los cargos ministeriales solo por un 8% por mujeres. Produciendo, lo anteriormente señalado, un estancamiento a nivel de políticas públicas que beneficien de igual manera a las mujeres en la posibilidad de ejercer sus derechos.
Al incluir a muchos países la región del sudeste asiático, existe una gran variedad y diversidad cultural, religiosa, étnica, entre muchos otros aspectos, siendo la religión uno de ellos que influencia de forma fundamental y trascendental la forma en la cual se estructura y regula la sociedad de los diversos países, como lo que ocurre el islam y su influencia en los territorios de Indonesia y Malasia occidental, el mahometismo en la Península de Malaca, entre otros, siendo factores políticos y de costumbres ancestrales también fuertes influencias a nivel social. Un ejemplo de lo anterior, respecto a la influencia de la religión, se refleja en la situación que ocurre en los países anteriormente señalados, Malasia e Indonesia, donde las legislaciones están basadas en el derecho islámico, siendo la Ley Sharía un ejemplo de eso, a pesar de ser cuerpo legal vigente en los estados islámicos propiamente tales y no estrictamente ley en Indonesia (a excepción de la provincia de Aceh), el cual regula fuertemente, por ejemplo, el derecho de familia y la permisividad de la poligamia, los casos excepcionales cuando la mujer puede pedir el divorcio, temas hereditarios, entre otros.
Por otra parte, respecto a la concepciones de los géneros propiamente tales, se ha desarrollado la diferenciación entre los géneros - femenino y masculino - a través de diversas teorías, siendo una de ellas, la asociación que se hace con funciones que históricamente han cumplido en la sociedad y en los grupos en los cuáles esta se divide, siendo uno de ellos la familia. Las mujeres, en gran parte de las culturas, siempre han sido más vinculadas a la naturaleza, por su capacidad reproductiva de engendrar, mientras que los hombres siempre han sido asociados, según autores, al ámbito más bien cultural, de fortaleza y quien tiene un rol de proveedor. Inevitablemente, como ha sido estudiado por la antropóloga Sherry Ortner, el rol femenino, al estar más vinculado a la naturaleza por su rol reproductivo y familiar, estaría considerado como inferior, y el ámbito masculino enfocado en lo público, como superior.
Al mismo tiempo, se ha considerado que la mujer debe cumplir con ciertas características en su comportamiento, vinculado a su sexo, como la pureza, castidad, obediencia a sus padres y marido, sumisión, entre otros. Un ejemplo de ello, es como se fomenta el matrimonio de mujeres a corta edad, pasando de la potestad del padre a la potestad de su marido, considerándose, a ojos de la sociedad, como incapaz o débil si es que no cuenta con la protección del hombre, como señala la periodista Ángeles Caso, lo cual da cuenta de una visión de carácter machista.

## Rol femenino en el sudeste asiático

### Roles históricos
Respecto al rol clásico y cultural de la mujer en el sudeste asiático, este es variable y diverso según el territorio y país al cual se haga referencia, ya que cada uno de ellos se ve influenciado por las etnias de las cuales provienen y las costumbres culturales propias, por lo cual es complejo determinar una unidad de consideración respecto al rol femenino en la totalidad de la región del sudeste asiático. 
A diferencia de lo que ha ocurrido en otras culturas, el rol de la mujer, sobre todo años atrás, en el sudeste asiático ha sido valorado considerablemente, ya que a pesar de que no era un trato igualitario al hombre, las capacidades reproductivas femeninas han sido asociadas a poderosas habilidades, dando lugar incluso a rituales, como señala el autor Anthony Reid. En ese sentido, por ser capaces de ser madres y engendrar, se valoran, pero al mismo tiempo, eso generó que a través de los años se limitaran las posibilidades de la población femenina a ejercer otras funcionas más allá de las simplemente naturales por la capacidad de engendrar, como la posibilidad de participar activamente en los gobiernos regionales o políticos existiendo una mayor presencia femenina. 
De igual manera, como señala Reid, las mujeres eran representadas en el ámbito artístico, musical y literario. También, como en las culturas de Indonesia, Filipinas y la Polinesia, existieron mujeres relevantes como monarcas, esencialmente por sus capacidades comerciales y de intercambio económico, lo cual marca una diferencia respecto a lo que sucedió en otras regiones del mundo.

### Roles en la actualidad
El rol de las mujeres en el sudeste asiático, varía de un territorio y país a otro por la diversidad cultural, religiosa y étnica que existe. A continuación, se presentaran ejemplos de eso.
En las culturas del sudeste asiático, el rol de la religión y creencias místicas tienen gran importancia e influencia en la vida de las personas y su comportamiento en sociedades, lo cual, influye en la percepción que se tienen de lo que corresponde y caracteriza a los hombres y las mujeres. Un ejemplo de eso es lo investigado por la autora Suzanne A. Brenner,  de lo que ocurre en la Isla de Java, Indonesia, en la cual se cree que los hombres no son los más aptos para manejar la economía de la familia y del hogar, al mismo tiempo, que no es recomendable su participación en el intercambio comercial, ya que al ser considerados como más pasionales que las mujeres, pueden no administrar de la forma más racional posible los medios que tienen en su poder. Incluso, como se señala en virtud de lo investigado, las mujeres controlan los gastos de los hombres, y en dicha sociedad, ganan lo mismo e incluso más que los hombres por concepto de remuneraciones.
El proceso de industrialización de las sociedades del sudeste asiático, ha tenido de igual manera influencia en la concepción que se tiene de la mujer, sobre todo de los roles que tiene en la sociedad, dejando de considerarse como que el rol femenino es estar en el hogar, procrear y educar a los hijos cumpliendo con estándares de carácter patriarcales clásicos. Lo anterior, se ve reflejado en las experiencias y la realidad de las mujeres que trabajan en fábricas, como ejemplo, en Malasia, situación en la cual como señala Aihwa Ong, más allá de las relaciones laborales y de subordinación laboral femenina a la masculinas por encontrarse estos en cargos de jerarquía superior, hay que analizar como influyen los elementos culturales de cada persona en dicho trato y realidad. También, es relevante tener presente el cambio que se ha generado, ya que anteriormente la mujer acostumbraba a casarse a una edad muy temprana, tener hijos y si trabajaban, solo lo hacían de forma intermitente en trabajos pequeños, en cambio actualmente si las mujeres no siguen estudiando al salir de su educación básica, deben buscar trabajo, como lo que sucede en la aldea de Kampong.
Actualmente, existen muchos desafíos respecto a los derechos de las mujeres en los territorios del sudeste asiático, en algunos países más que otros, como en Indonesia, que están llamando cada vez más la atención de las organizaciones internacionales que procuran alcanzar una igualdad de ejercicios de derechos entre los hombres y las mujeres. A modo de ejemplo, una de esas medidas tomadas en los territorios asiáticos fue la Declaración y Plataforma de Acción de Beijing de 1995, que fue un precedente histórico en la búsqueda por la reivindicación de los derechos femeninos, quedando aún ámbitos en los cuáles trabajar, pero el hecho de que exista la conciencia y voluntad política, da cuenta de un cambio cultural:

Aun así, la Plataforma de Acción imaginó la igualdad de género en todas las dimensiones de la vida, pero ningún país ha logrado completar ese programa. Las mujeres ganan menos que los hombres y es más probable que trabajen en empleos de baja calidad. La tercera parte de ellas sufre violencia física o sexual en el transcurso de su vida. Las brechas en los derechos reproductivos y la atención de salud causan la muerte de 800 mujeres al dar a luz cada día.